# Paolo Savi

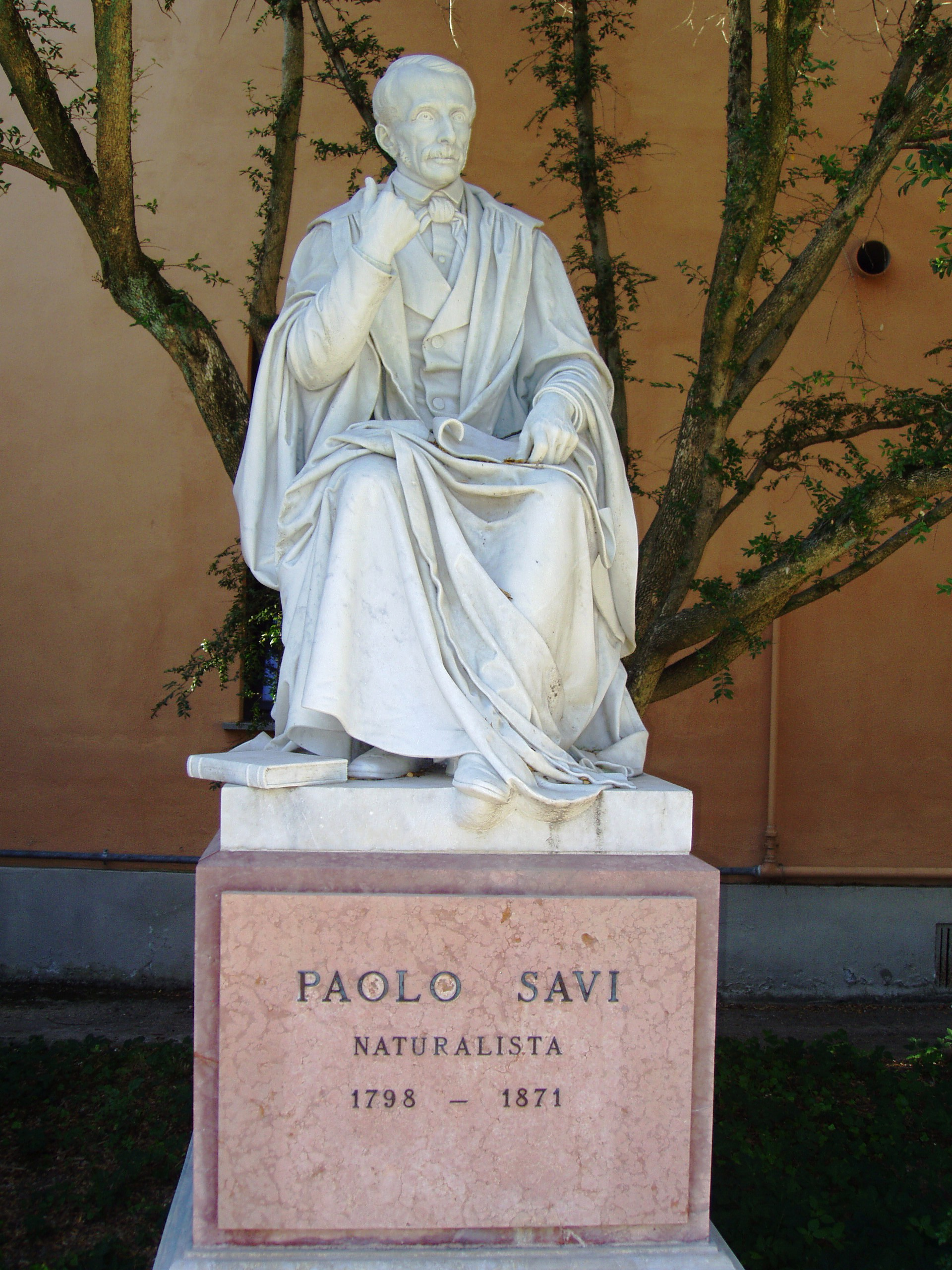
Estatua de Savi en el jardín Botánico de Pisa.

Paolo Savi (11 de julio de 1798 - 5 de abril de 1871), fue un naturalista, ornitólogo y geólogo italiano.
Savi nació en Pisa, hijo de Gaetano Savi, profesor de botánica en la Universidad de Pisa. Savi fue nombrado profesor ayudante de zoología en la universidad en 1820, catedrático en 1823, y dio clase también en geología. Savi dedicó una gran atención al museo de la universidad y creó una de las mejores colecciones de historia natural de Europa. 
Savi es considerado el padre de la geología italiana. Estudió la geología del Monti Pisani y de los Alpes apuanos, explicando el origen metamórfico del mármol de Carrara, también publicó estudios sobre los estratos del Mioceno y los fósiles del Monte Bamboli, los minerales de hierro de Elba así como sobre otros temas. Junto con Giuseppe Meneghini (1811-1889) publicó una obra sobre la estratigrafía y geología de la Toscana (1850 - 1851).
Savi también fue un eminente ornitólogo, y fue el autor de Ornitología Toscana (1827 - 1831) y Ornitologia Italiana (1873 - 1876). 
Está enterrado en el cementerio de Pisa. 
En el otoño de 1821 Savi obtuvo especímenes de un ave con un plumaje oscuro y liso que resultó ser nueva para la ciencia. Se trataba de la Buscarla unicolor (Locustella luscinoides). Savi publicó la descripción del ave en 1824. En inglés el nombre del ave es Savi's Warbler en honor de su descubridor.

## Abreviatura (zoología)
La abreviatura Savi  se emplea para indicar a Paolo Savi como autoridad en la descripción y taxonomía en zoología.

- La abreviatura «Pa.Savi» se emplea para indicar a Paolo Savi como autoridad en la descripción y clasificación científica de los vegetales.[1]